# Comrie (Fife)
Comrie è un villaggio a Fife, in Scozia, situato immediatamente a ovest del vicino villaggio di Oakley, a 6,2 miglia (9,98 km) a ovest di Dunfermline sulla A907. Nel 2019 aveva una popolazione stimata di 810.

## Descrizione
Il villaggio è costituito principalmente da schemi abitativi moderni. C'è anche un centro comunitario, una panetteria e un pub. I servizi tra cui un centro sanitario si trovano a Oakley. Il Comrie Burn attraversa il sud del villaggio e il Blair Burn a est separa Comrie da Oakley.

## Cultura

### Istruzione
I bambini di Comrie sono all'interno del bacino di utenza delle scuole primarie Inzievar (non confessionale) e Holy Name (cattolica), entrambe situate in un edificio a Oakley. Gli alunni delle scuole superiori frequentano Queen Anne (non confessionale) o St Columba's , entrambi situati a Dunfermline.

## Infrastrutture e trasporti
I servizi di autobus 4, 6 e 28 vanno da Comrie fino a Dunfermline.